# 人工港
人工港（artificial harbor），多为挖入式港池，有防波堤保护的非天然港口。由於地理環境没有天然防护，人工港需要投入大量資金及人力修筑防波堤及其他設拖，以確保船舶及货物装卸不會受风浪影响。同時由於大风和潮汐带来的大量淤泥，港口容易淤积，因此要每年進行清淤工程，亦增加了經營成本。

## 世上有名的人工港
- 荷兰的鹿特丹港
- 阿联酋迪拜的杰贝拉里港[3]
- 中國大陸的天津港[4]
- 台灣花蓮港[5]
- 葡萄牙莱雄角什港
- 印度尼西亚雅加达丹戎不碌港

## 相關
- 港口工程

## 外部連結
- "artificial harbor" - 搜索 Google 圖書
- "人工港" - 搜索 Google 圖書